# Sphaerocera flaviceps
Sphaerocera flaviceps är en tvåvingeart som beskrevs av Malloch 1925. Sphaerocera flaviceps ingår i släktet Sphaerocera och familjen hoppflugor. Inga underarter finns listade i Catalogue of Life.